# Fosse du Sarteau
La fosse du Sarteau de la Compagnie des mines d'Anzin est un ancien charbonnage du bassin minier du Nord-Pas-de-Calais, situé à Fresnes-sur-Escaut. Le puits d'extraction est commencé le 4 juin 1822 et extrait l'année suivante après sept mois de travaux. Le 8 août 1823 un puits d'épuisement est commencé, quatre jours plus tard, le puits d'extraction est noyé par une venue d'eau brutale. La fosse aura tout au long de sa carrière à subir les venues d'eau causées par la proximité de l'Escaut. La fosse est arrêtée en 1860. Le puits d'épuisement est abandonné, mais le puits d'extraction est conservé pour l'aérage des travaux de la fosse d'Outre Wez jusqu'en 1867. Le puits d'épuisement est comblé en 1883, mais sa tour en briques n'a jamais été détruite.
Au début du XXIe siècle, Charbonnages de France matérialise les têtes des puits du Sarteau. Le chevalement et ses installations militaires sont classés aux monuments historiques le 9 mars 1999, ce décret annule le précédent du 8 octobre 1984 qui inscrivait ces mêmes installations. La fosse du Sarteau a été inscrite le 30 juin 2012 sur la liste du patrimoine mondial de l'Unesco.

## La fosse

### Fonçage
Le fonçage du puits no 1, également nommé puits d'extraction ou puits Sud, est commencé le 4 juin 1822 par la Compagnie des mines d'Anzin, à l'extrême nord de Fresnes-sur-Escaut, près des limites avec Odomez. À cause de la proximité de l'Escaut, les venues d'eau sont très abondantes. Le terrain houiller est atteint à la profondeur de 39 mètres le 10 janvier 1823, après sept mois de travaux pour cette profondeur si faible.

### Exploitation

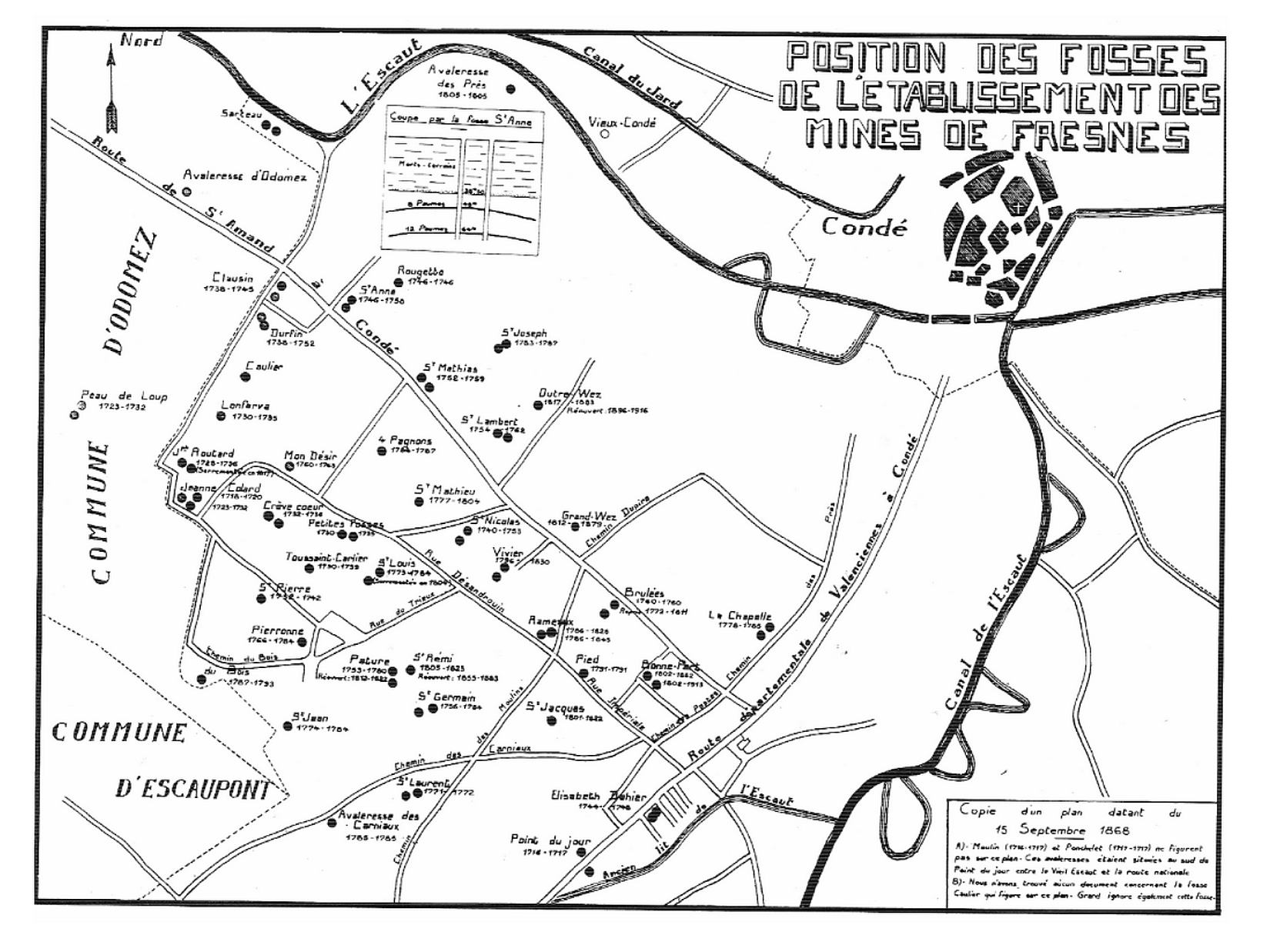
Carte des puits ouverts à Fresnes-sur-Escaut et dans les environs.

Le puits d'extraction du Sarteau commence à produire en 1823. Le puits d'épuisement du Sarteau, également nommé puits Nord ou puits no 2, est commencé le 8 août 1823 à une trentaine de mètres à l'est-sud-est du puits d'extraction. La dénomination est d'ailleurs illogique, puisque c'est le puits Nord qui est le plus austral et le puits Sud qui est le plus septentrional. Quatre jours après le début du fonçage, une venue d'eau noie le puits d'extraction. Le puits d'épuisement a un diamètre de 3,30 mètres, son matériau de construction n'est pas connu, et il est doté d'un accrochage à la profondeur de 57 mètres.
Malgré les grandes difficultés liées aux venues d'eau constante, la fosse du Sarteau produit sans cesse. Le puits d'épuisement est arrêté en 1860, quant au puits d'extraction, il est conservé pendant quelques années pour l'aérage des travaux de la fosse d'Outre Wez, sise à 1 640 mètres au sud-est. Le puits est alors définitivement abandonné en 1867, lorsque la fosse d'Outre Wez est arrêtée à l'extraction. Le puits d'épuisement est comblé en 1883, il était profond de 116 mètres.

### Reconversion
Au début du XXIe siècle, Charbonnages de France matérialise les têtes des puits du Sarteau, et installe un exutoire de grisou au puits d'épuisement. Le BRGM y effectue des inspections chaque année. Le chevalement du puits du Sarteau Épuisement et les aménagements militaires plus récents ont été classés aux monuments historiques par décret du 9 mars 1999. Ce décret annule celui du 8 octobre 1984 qui inscrivait ces mêmes installations aux monuments historiques.
La fosse du Sarteau également fait partie des 353 éléments répartis sur 109 sites qui ont été inscrits le 30 juin 2012 sur la liste patrimoine mondial de l'Unesco. Elle constitue le site no 4.

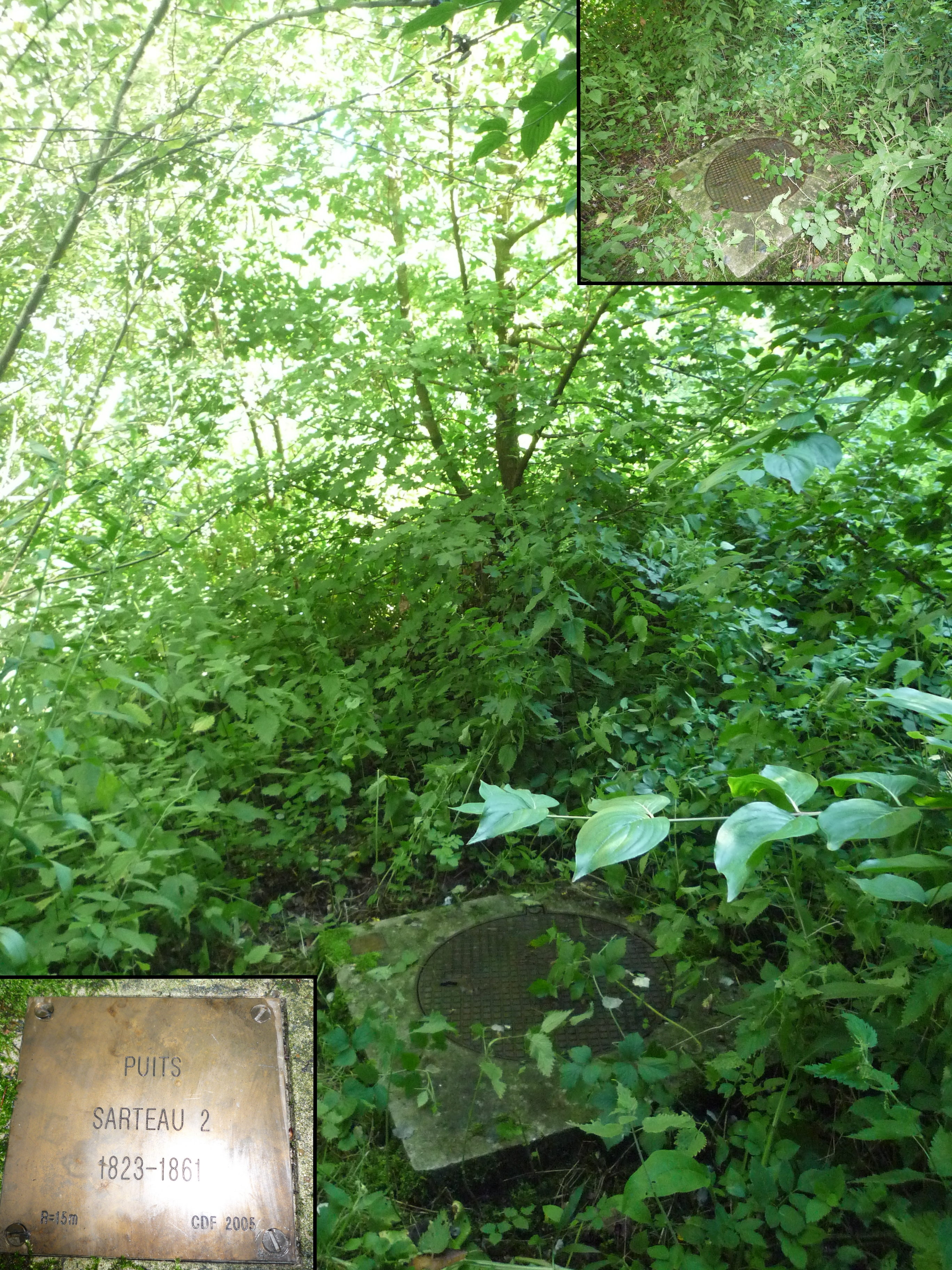
La tête de puits matérialisée Sarteau Extraction, 1823-1861.
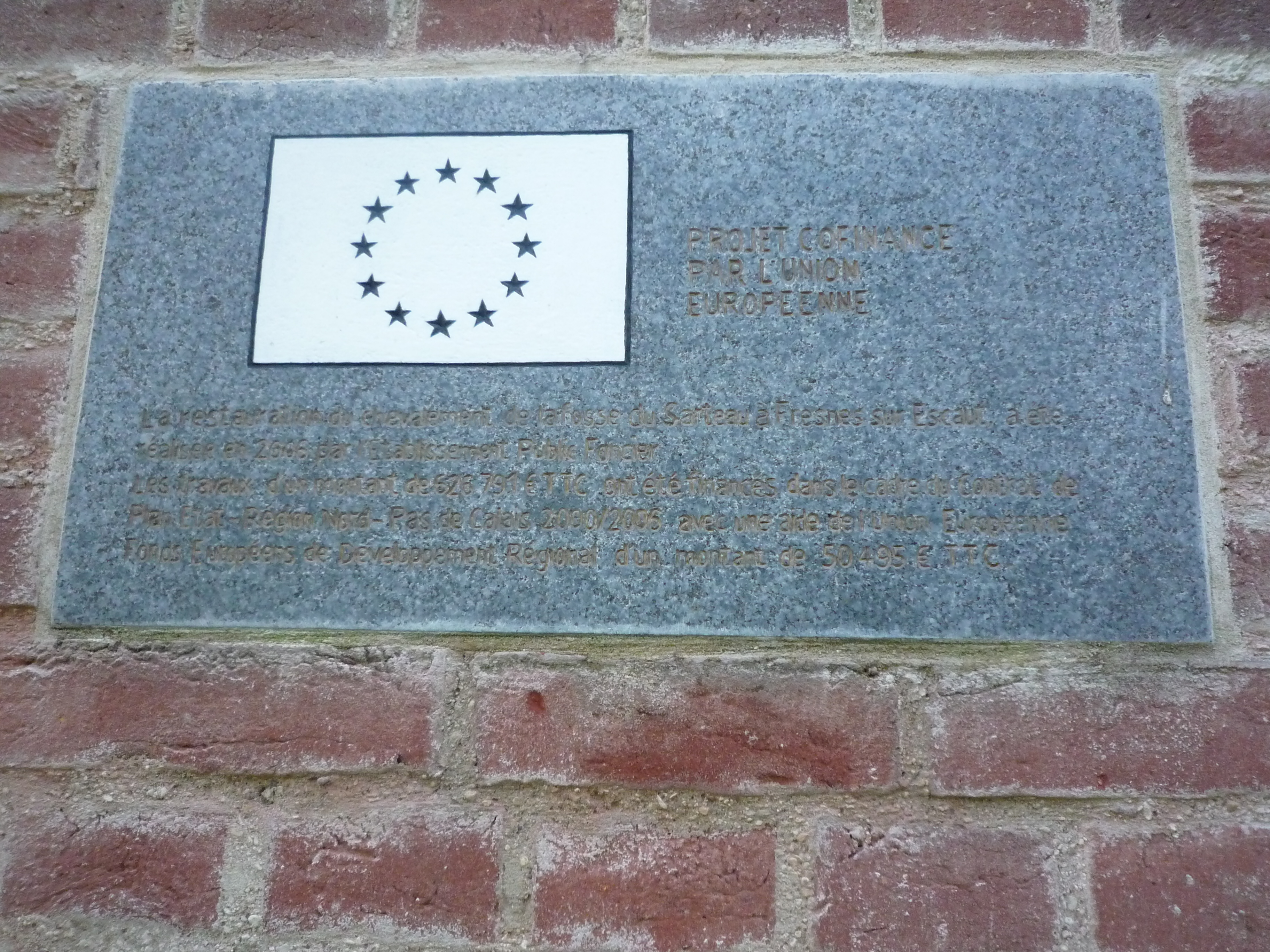
Plaque concernant la rénovation.
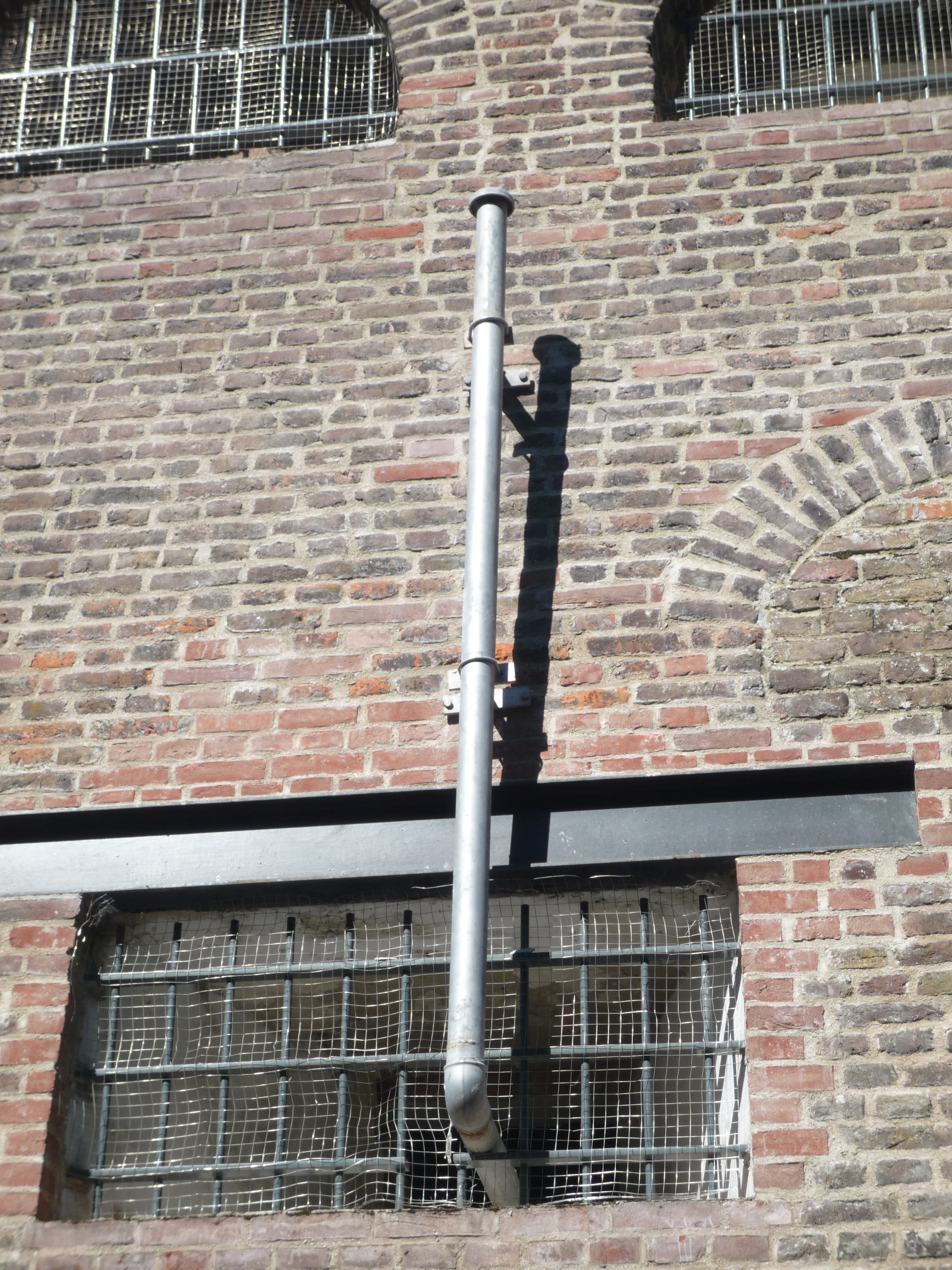
L'exutoire de grisou du puits d'épuisement.
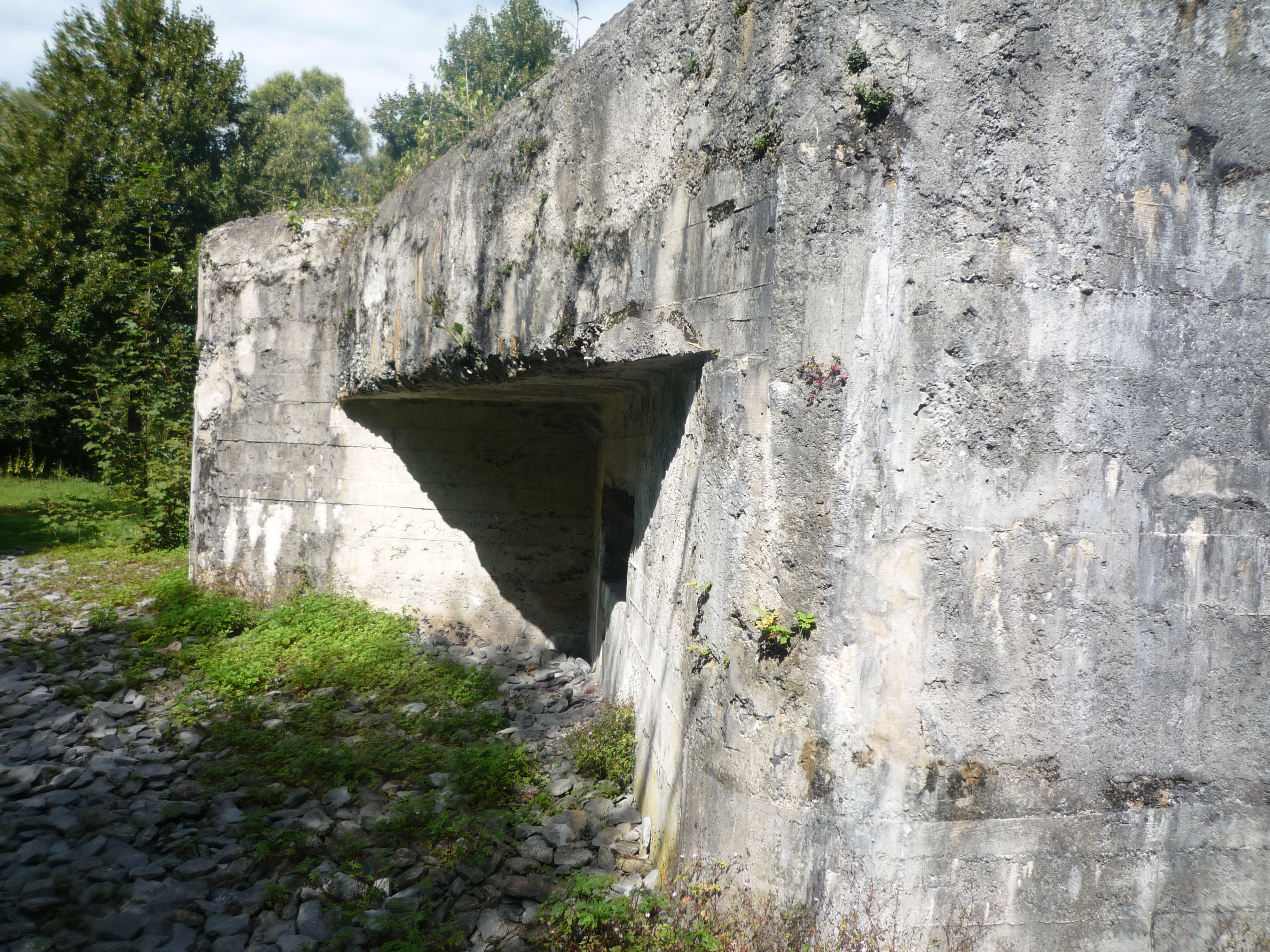
Le bunker.
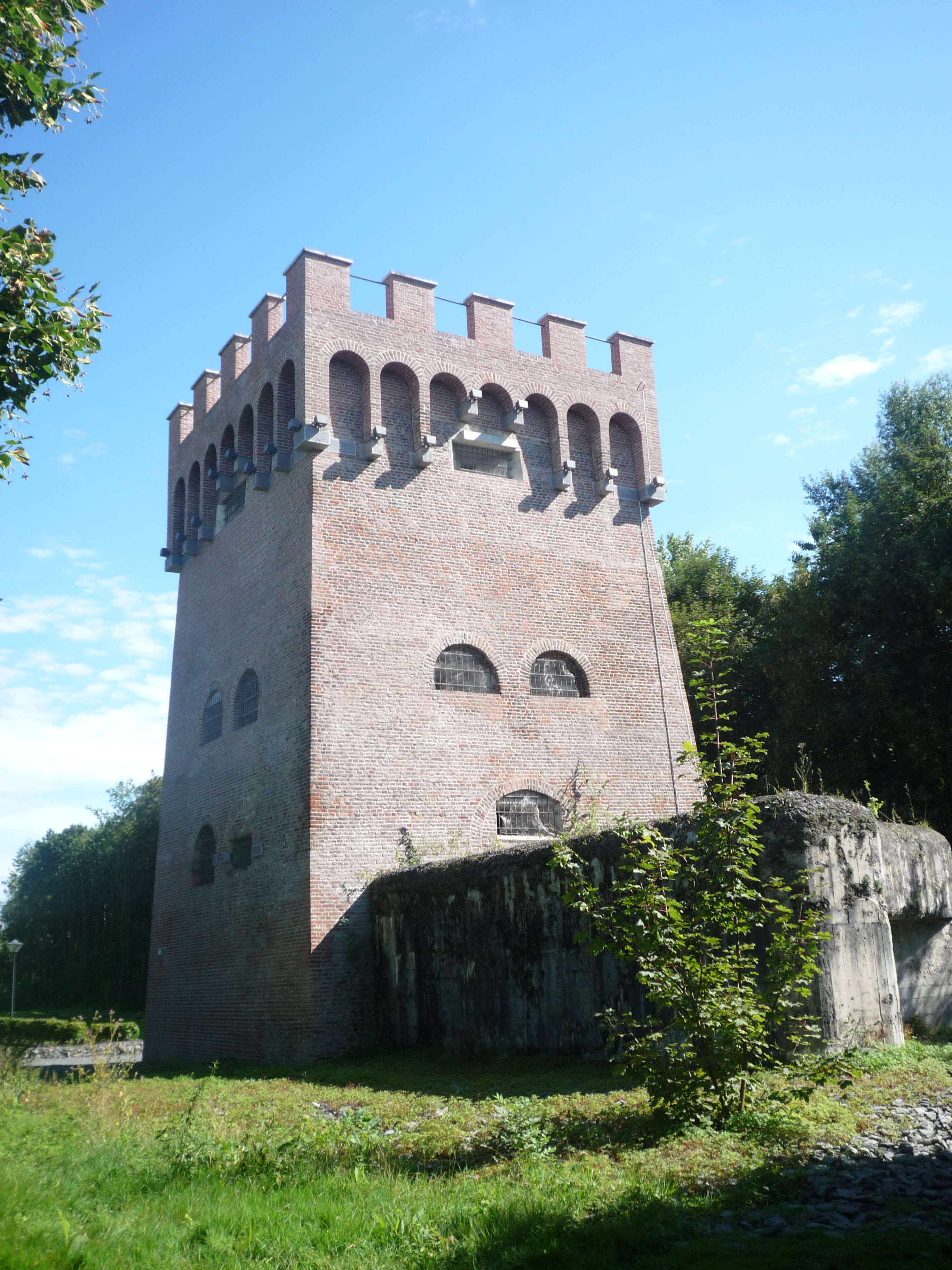
Vue globale du puits d'épuisement.
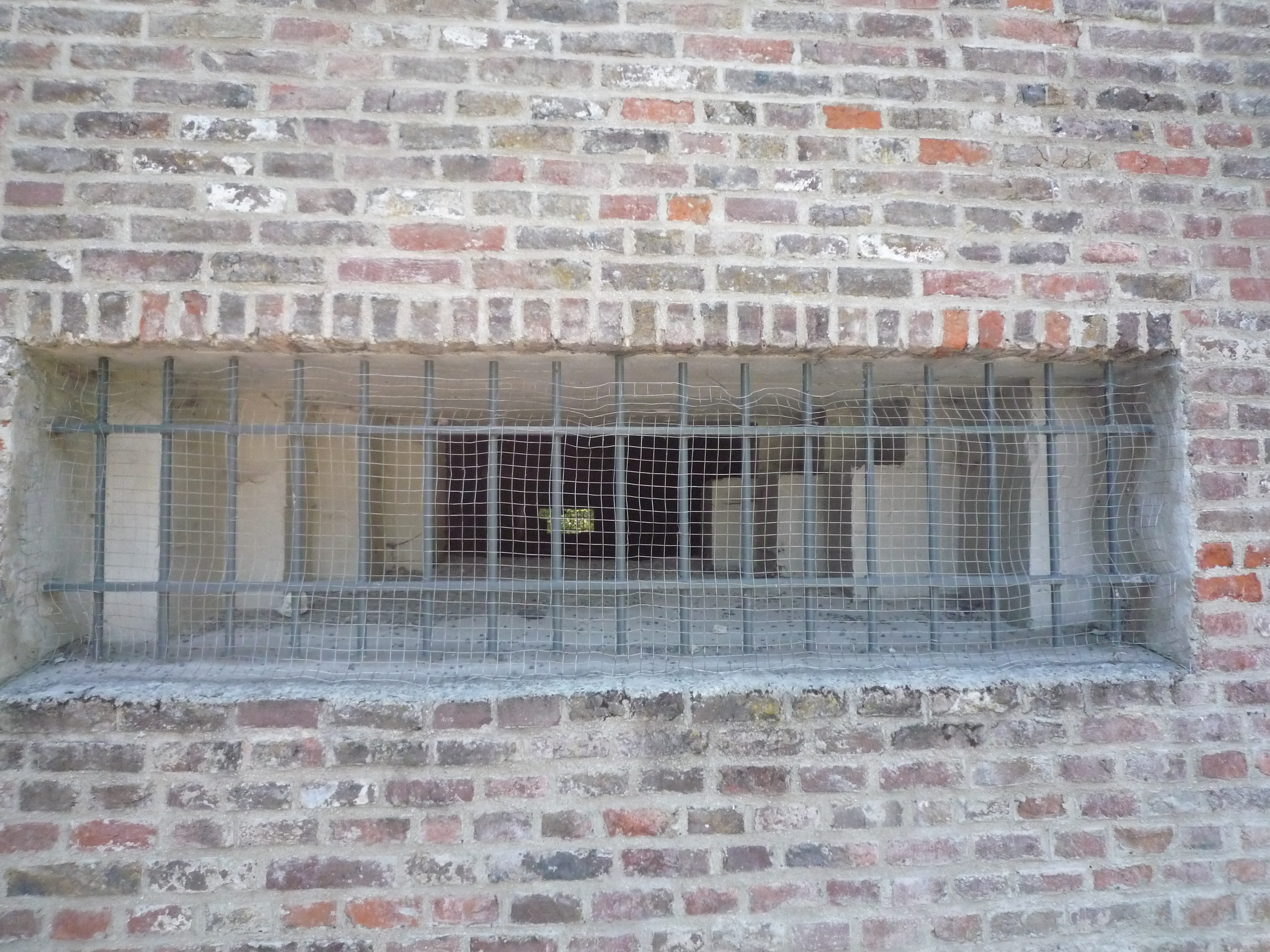
Une fenêtre de tir.

## Le terril

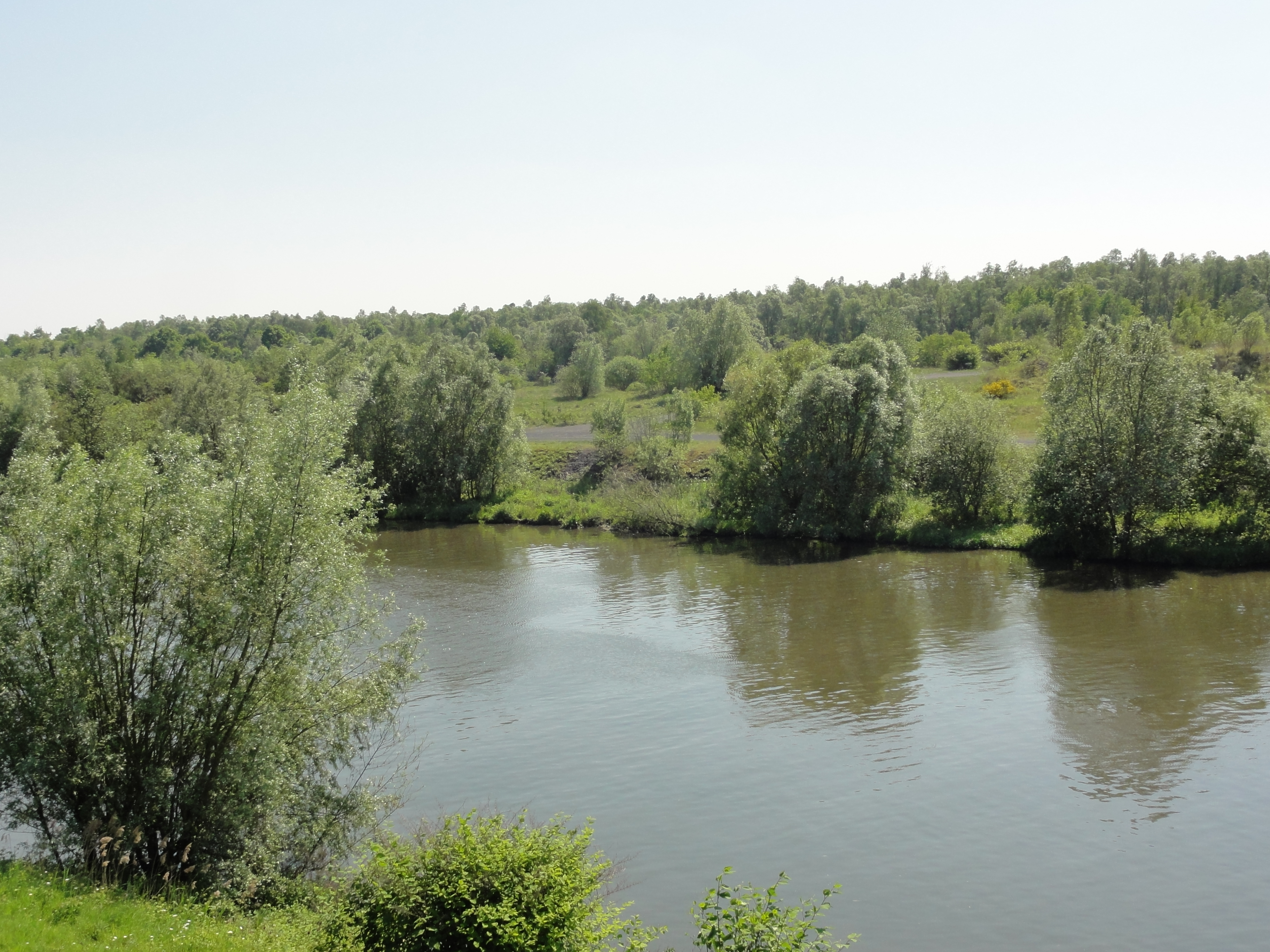
Le terril Pont du Sarteau.

50° 26′ 55″ N, 3° 33′ 58″ E
Le terril no 190, Pont du Sarteau, est situé à Fresnes-sur-Escaut, au sud de la fosse du Sarteau des mines d'Anzin. Il est plat, étendu, de faible hauteur, boisé, et situé le long de l'ancienne ligne de Saint-Amand-les-Eaux à Blanc-Misseron. Il a été partiellement exploité,